# Michel Giliberti
Michel Giliberti, né le 14 février 1950 à Ferryville (Tunisie) est un peintre, photographe et écrivain.

## Biographie
Michel Giliberti est né en 1950 en Tunisie. Sa famille paternelle est sicilienne et sa famille maternelle de Corse,. Ses parents ont fait partie d'une vague migratoire qui a quitté la Sicile pour atteindre les côtes tunisiennes.
En 1961, après la décolonisation en Tunisie et l'accession à  l'indépendance de ce pays, sa famille s’installe en France, à Toulon. Sa capacité à peindre et à dessiner se manifeste et lui permet d’envisager un métier d’artiste peintre. Il rentre aux beaux-arts de Toulon en 1965, mais le regrette aussitôt. Il fait acte de présence, mais boude cette institution qu’il quitte quelques mois seulement après son inscription pour se consacrer à la musique qu’il affectionne tout autant que la peinture, et ce depuis qu’on lui a offert une guitare en 1965. C’est ainsi qu’en 1968, il monte à Paris pour tenter d’enregistrer ses compositions. Il y parvient une première fois en 1973 avec un single qui n’obtient pas de succès, puis, quelques années plus tard, en 1976 et toujours en tant qu’auteur compositeur il signe trois albums chez CBS. Il commence à se faire connaître avec un titre Il y a chez elle jusqu’au jour où il décide de revenir à ses premières amours que sont la peinture et le dessin. C’est à la fin des années 1990 qu’il décide de se consacrer aussi à l’écriture.

## Publications
- Neiges d'octobre, roman, H&O, 1999  (ISBN 2-84547-006-1).
- Derrière les portes bleues, roman, H&O, 2001  (ISBN 2-84547-020-7)
- Neiges d'octobre, roman (version intégrale), Cylibris, 2001  (ISBN 2-84358-112-5)
- Bleus d'attente, poésie, Galerie Racine, 2001 (ISBN 2-243-0804-8) édité erroné
- Les yeux silencieux, roman, Éditions Bonobo[4], 2003  (ISBN 2-9520405-0-8)
- Le Centième Nom, théâtre, Éditions Bonobo, 2003  (ISBN 2-9520405-1-6)
- En attendant le fils, théâtre, 2010
- Bou Kornine, roman, Éditions Bonobo, 2004  (ISBN 2-9520405-3-2)
- Voyage secret, livre d'art, Éditions Bonobo, 2004  (ISBN 2-9520405-4-0)
- Le bruit paisible des secrets, roman, Éditions Bonobo, 2005  (ISBN 2-9520405-7-5)
- Blessure animale, roman, Éditions Bonobo, 2005  (ISBN 978-2-35269-001-6)
- lapeaudumonde.com, roman, Éditions Bonobo, 2008  (ISBN 978-2-35269-003-0)
- Hémographie des désordres, livre d'art (photographies), Éditions Bonobo, 2008  (ISBN 978-2-35269-004-7)
- Contrastes, livre d'art (peintures de l'expo 2009), Éditions Arts GB, 2009  (ISBN 978-2-9523045-1-1)
- Maintenant, je suis p'tit, roman, Éditions Arabesques  2013  (ISBN 978-9938-07-052-1)
- Tunisie : l'inhérence d'une errance, Jacques Flament, hors collection, 2021  (ISBN 978-2-36336-510-1)
- Fortune de mère, Jacques Flament, collection Ambre, 2022  (ISBN 978-2-36336-511-8)
- Françoise Hardy, les mots d'une vie, Jacques Flament, collection Figures, 2023  (ISBN 978-2-36336-597-2)